# Universiteitsbibliotheek Utrecht
De Universiteitsbibliotheek Utrecht (UB Utrecht of UBU) is de bibliotheek voor de wetenschappelijke informatievoorziening van de Universiteit Utrecht. De bibliotheek heeft zowel in de binnenstad van Utrecht als in Utrecht Science Park een vestiging, en kleinere bibliotheken bij de faculteiten. Het bezit van de Universiteitsbibliotheek is opgebouwd uit zo'n 40 collecties ter ondersteuning van de zeven faculteiten aan de Universiteit Utrecht. Daaronder zijn ook de Bijzondere Collecties met handschriften, boeken van voor 1901, zeldzame of kostbare boeken en kaarten.

## Geschiedenis
De Stadsbibliotheek Utrecht (te beschouwen als de voorloper van de UB Utrecht) werd in 1584 gestart. Deze bibliotheek was gevestigd in het koor van de Janskerk op het Janskerkhof. Met een legaat van de gewezen kanunnik Hubert van Buchell kon de stadsbibliotheek in 1599 met circa 2.000 banden worden uitgebreid. Bij de aanschaf van de collectie kwam de nadruk te liggen op werken van reformatorische theologen. Na de oprichting van de Universiteit Utrecht in 1636 ontwikkelde de stadsbibliotheek zich tot universiteitsbibliotheek.
Eind 1640 werd Cornelis Booth als eerste bibliothecaris van de universiteitsbibliotheek benoemd. Latere bibliothecarissen in Utrecht waren onder meer P.A. Tiele, Daniël Grosheide, Jaap van Heijst en Bas Savenije
In 1820 verhuisde de universiteitsbibliotheek van de Janskerk naar het voormalig paleis van koning Lodewijk Napoleon aan de Wittevrouwenstraat 7-11. De collectie raakte in de loop van tijd door de groei van de universiteit over diverse vestigingen in de stad Utrecht verspreid. In 2004 verhuisden in totaal 4,2 miljoen boeken naar een nieuw gebouw in Utrecht Science Park, dat door architect Wiel Arets was ontworpen. Het voormalige paleis aan de Wittevrouwenstraat bleef als bibliotheek functioneren: eerst als letterenbibliotheek, en sinds 2012 als vestiging binnenstad van de bibliotheek.

## Nieuwbouw in Utrecht Science Park
Na de ontwikkeling van de elektronische bibliotheek aan het eind van de vorige eeuw, werd het nieuwe gebouw in Utrecht Science Park gerealiseerd. Dat betekende eveneens een verandering in beleid en dienstverlening, minder gericht op de klassieke taken van catalogisering, collectievorming en onderwerpsontsluiting en meer op informatieverstrekking en het verlenen van assistentie op velerlei wijze bij onderwijs en onderzoek. Zo speelt de UB Utrecht bijvoorbeeld een actieve rol bij (open access) publiceren en het opzetten en onderhouden van het elektronisch archief (Utrecht University Repository). In de bibliotheek zijn diverse studiezalen, studiecabines, een informatiecentrum, leeszalen met collecties in open opstelling, overlegruimtes en een collegezaal.

## Collectie
Het totale bezit van de Universiteitsbibliotheek Utrecht is onderverdeeld in de volgende collecties:
- Collectie Bestuur & Organisatie
- Collectie Bètawetenschappen
- Collectie Diergeneeskunde
- Collectie Economie
- Collectie Geesteswetenschappen
- Collectie Geneeskunde
- Collectie Geowetenschappen
- Collectie Rechtsgeleerdheid
- Collectie Sociale Wetenschappen
- Bijzondere Collecties

Deze collecties zijn elk weer onderverdeeld in deelcollecties. Een aantal van deze zijn niet gehuisvest in een van de twee grote vestigingen, maar bij de betreffende faculteit zelf; bijvoorbeeld de Bibliotheek Wiskunde, die te vinden is in het Hans Freudenthal-gebouw (Budapestlaan 6) bij het Departement Wiskunde.

### Bijzondere Collecties
De Universiteitsbibliotheek Utrecht bezit een collectie handschriften, oude drukken en landkaarten, ondergebracht in de Bijzondere Collecties. Onder de handschriften zijn ongeveer 700 middeleeuwse handschriften, 1000 handschriften van na de middeleeuwen, het Utrechts Orgelarchief en geschreven collegeaantekeningen vanaf de 16de eeuw. De collectie oude en bijzondere drukken telt ruim 130.000 gedrukte werken van voor 1801, ongeveer 1.000.000 boeken uit de 19de eeuw en rond de 3000 zeldzame of kostbare drukken van na 1900. De kaartencollectie omvat zo'n 6.000 documenten van voor 1850 en 170.000 kaarten van na 1850.

#### Middeleeuwse handschriften

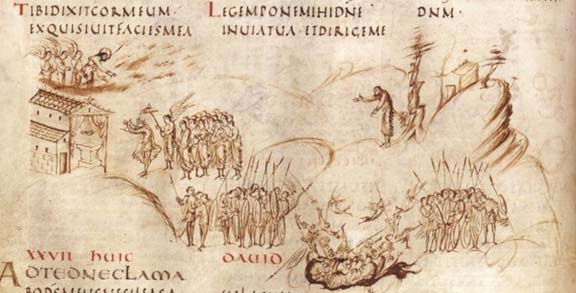
Utrechts Psalter, f. 15v

De kern van de collectie middeleeuwse handschriften wordt gevormd door de collecties van de kapittels en kloosters van Utrecht. Nadat Utrecht zich had aangesloten bij de Reformatie nam men in 1581 het besluit de boeken van de kapittels en kloosters in en rond Utrecht te confisqueren voor de nieuwe Stadsbibliotheek in de Janskerk. Deze overname stuitte op weerstand: in 1584 zijn circa 600 handschriften en gedrukte werken, vooral uit de kloosters en uit het Janskapittel, in de bibliotheek geplaatst. De overige kapittels weigerden mee te werken en het bestaan van hun eigen collectie wordt uiteindelijk gedoogd. In de 19e eeuw werden deze voor een deel alsnog in de Stadsbibliotheek, inmiddels de universiteitsbibliotheek, opgenomen.
Een topstuk uit de collectie is het Utrechts Psalter, dat in oktober 2015 door UNESCO toegevoegd is aan het Memory of the World-programma. Andere topstukken zijn de Codex Boreelianus, een 9de-eeuwse Griekstalige Bijbel, de monumentale maar beschadigde Zwolse Bijbel en het Pontificale van Sinte Marie, beiden uit de vijftiende eeuw. In de Bijzondere Collecties zijn ook meerdere door Utrechtse verluchters gedecoreerde handschriften opgenomen, waaronder het door de Meester van Otto van Moerdrecht verluchte Hs. 252 (Postilla in Prophetas, Nicolaus de Lyra), Hs. 41 en Hs. 16 B 8 van de Meester van Zweder van Culemborg en Hs. 5 J 27 van Antonis Rogiersz. Uten Broec. Ook is er een uitgebreide collectie met werken die eigendom zijn geweest van het Karthuizenklooster Nieuwlicht, zoals Hs.1023.

#### Bijzondere drukken
De bijzondere drukken bevatten onder andere de collecties van de Utrechtse kapittels en kloosters, schenkingen van de rechtsgeleerde Evert van de Poll en de godgeleerde Huybert Edmond van Buchell, collecties van diverse Utrechtse professoren uit de 17de, 18de en 19de eeuw en bibliotheken die van andere instellingen zijn overgenomen, zoals de seminariebibliotheken van het Aartsbisdom Utrecht.

#### Kaarten
De cartografische documenten komen uit diverse collecties, waaronder 19de-eeuwse particuliere collecties van Utrechtse hoogleraren, de collectie van het Geografisch Instituut en van de Bibliotheek Geowetenschappen.

## Externe links

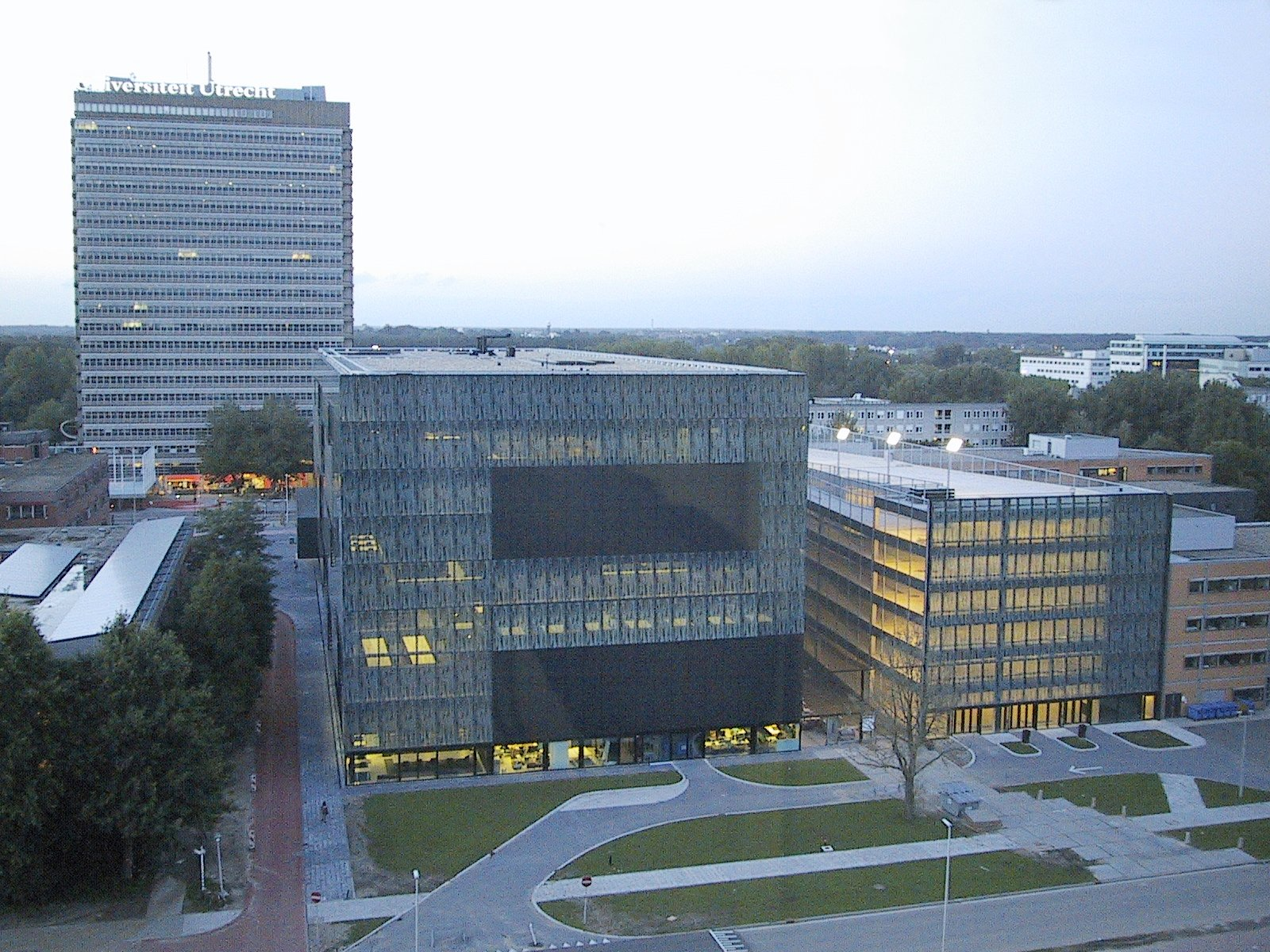
Universiteitsbibliotheek Utrecht (Uithof), 2005
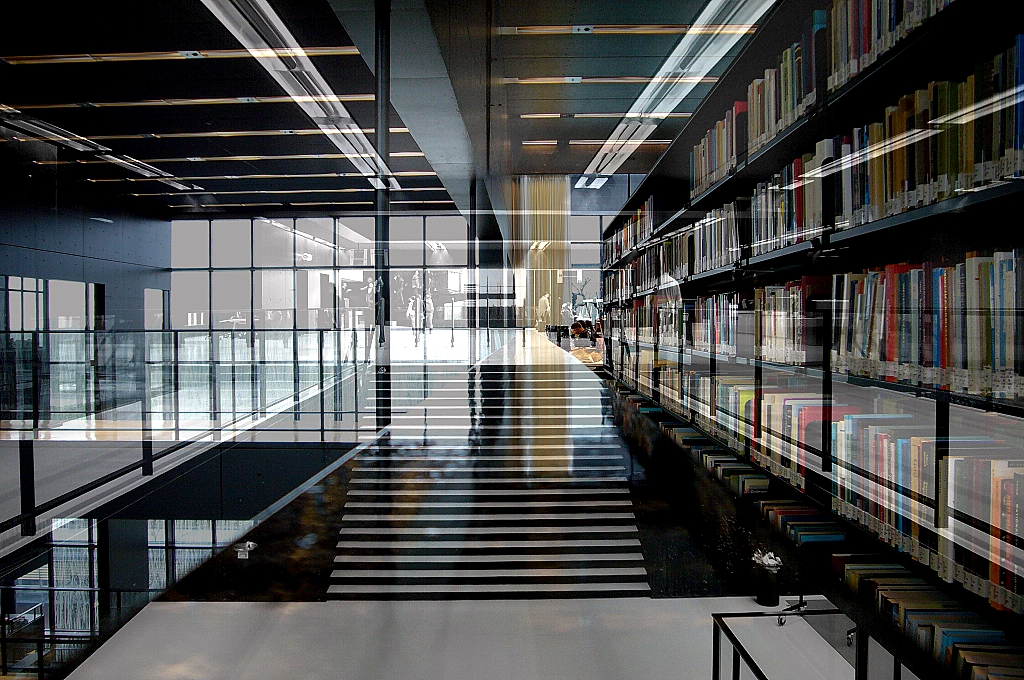
Universiteitsbibliotheek Utrecht (Uithof), 2007
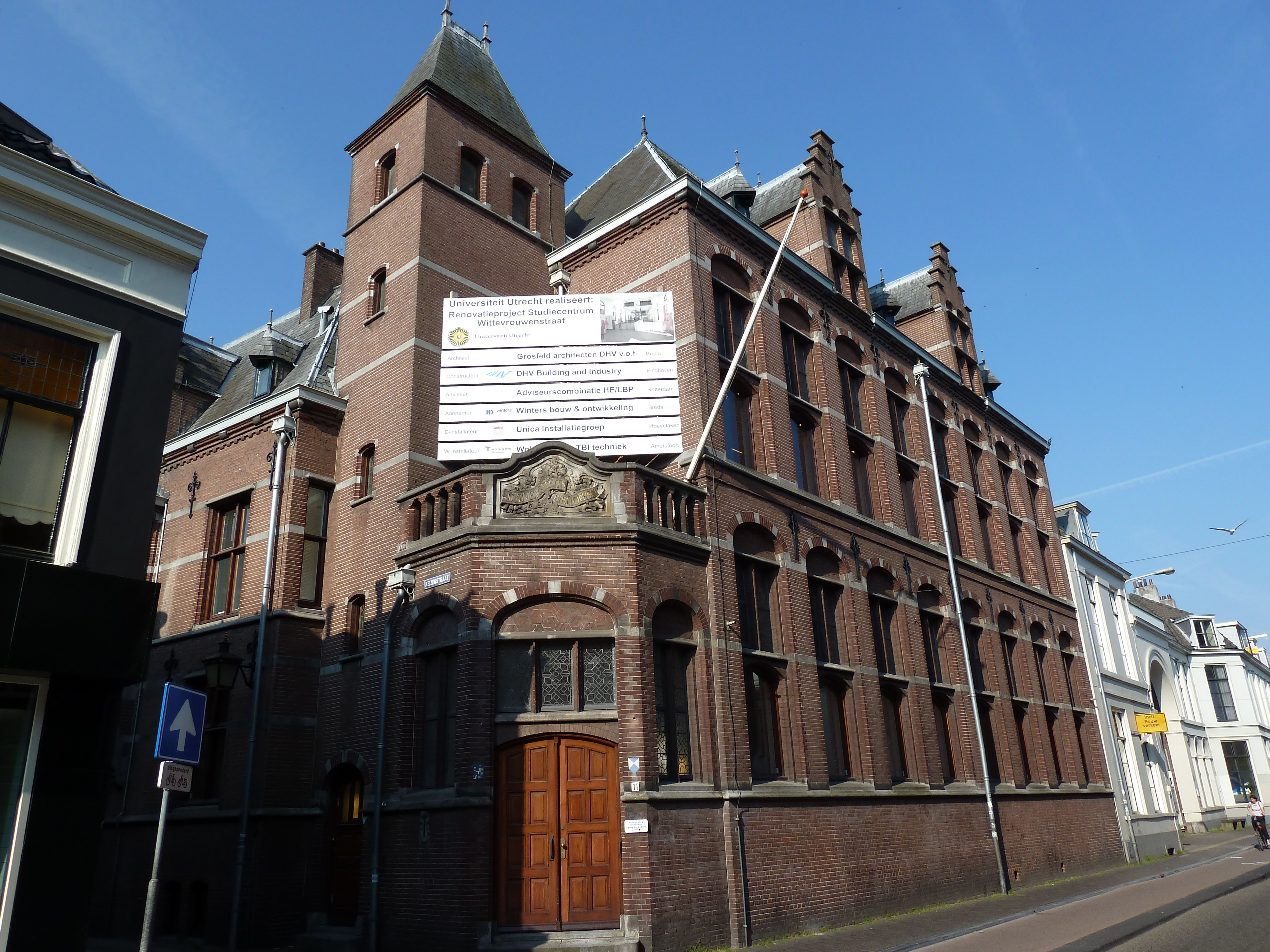
Bibliotheek Binnenstad, voormalig paleis van Lodewijk Napoleon
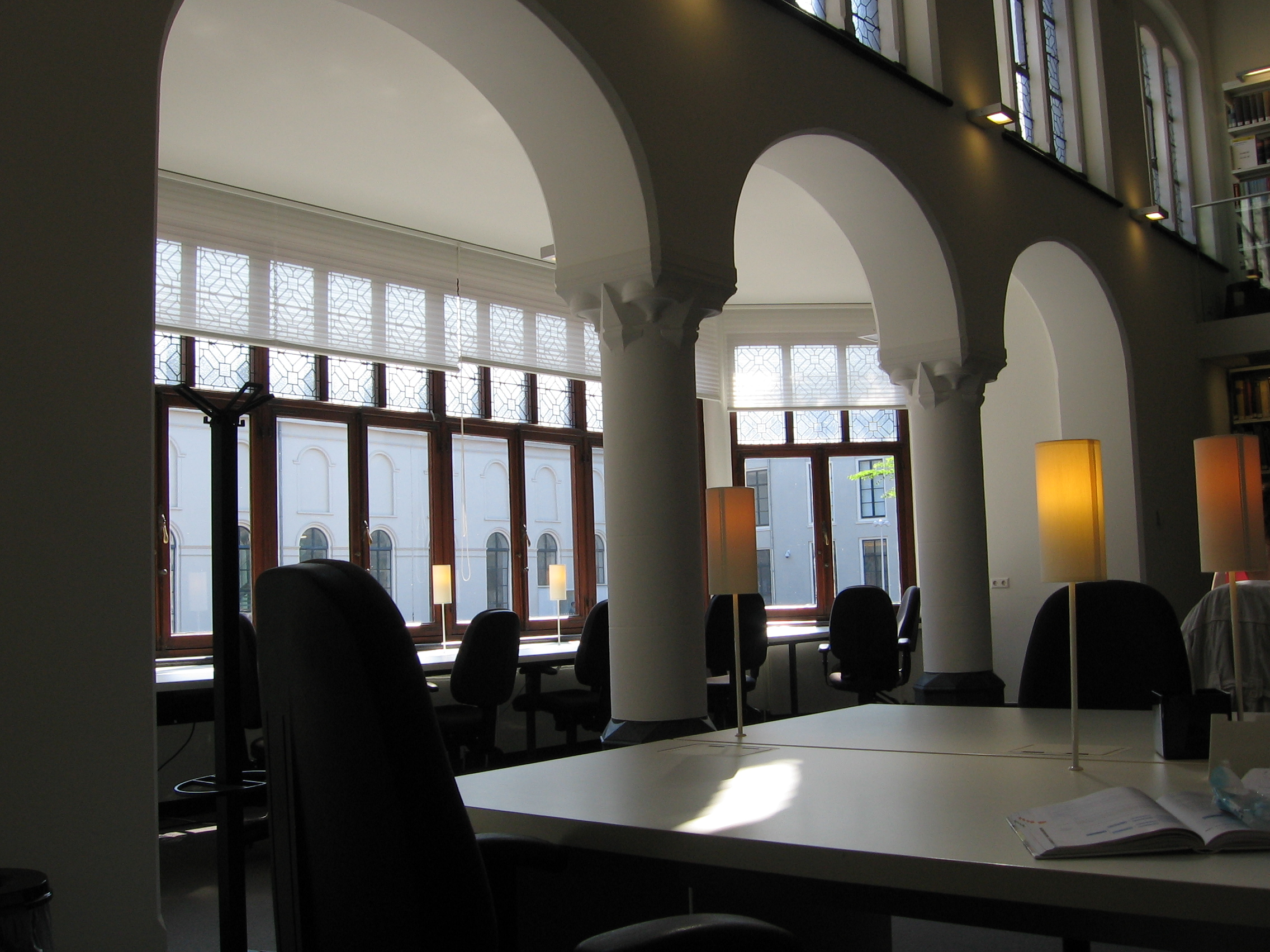
Bibliotheek Binnenstad, uitzicht op binnenhof
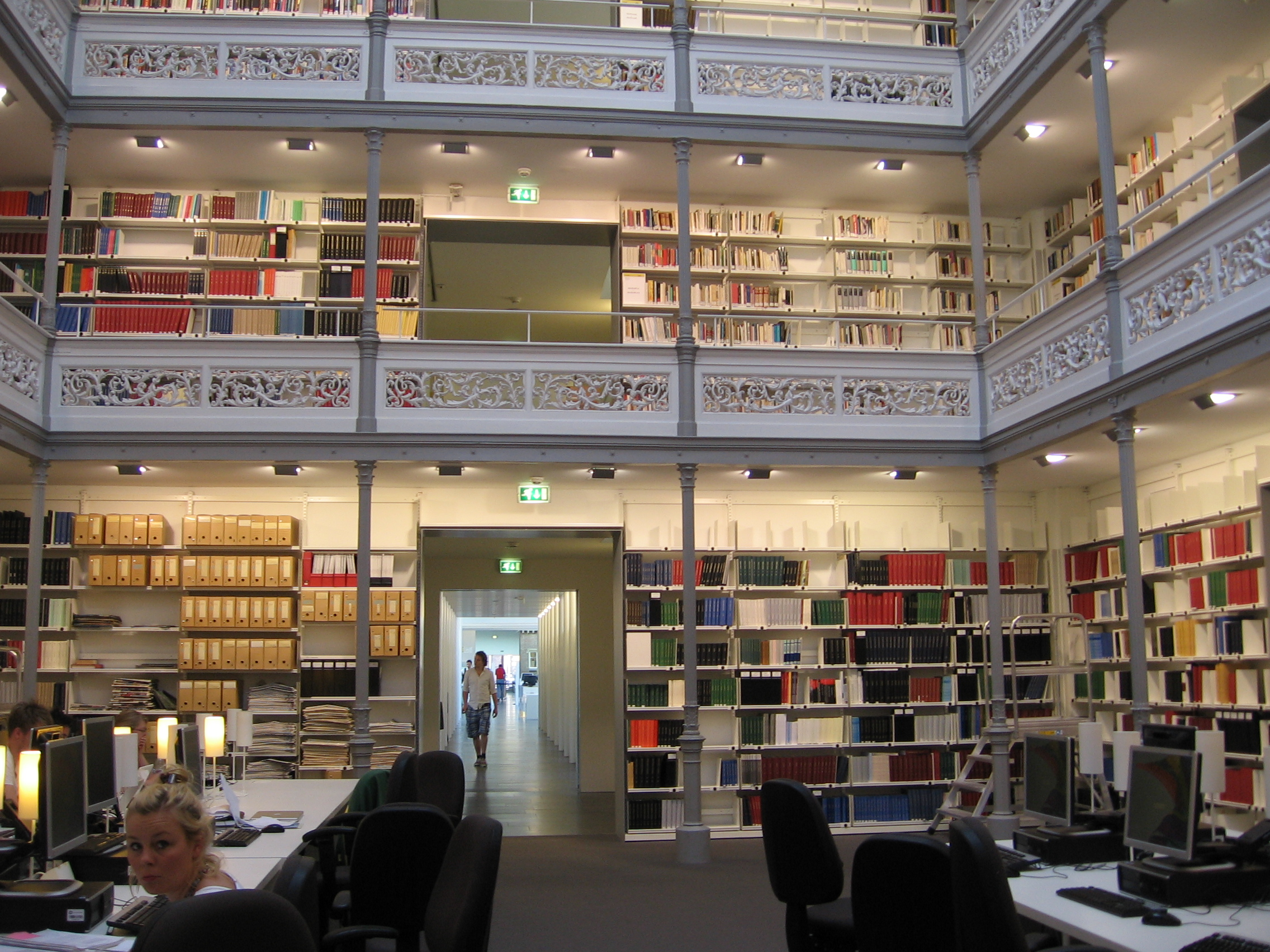
Bibliotheek Binnenstad, kapel paleis en gang naar ingang
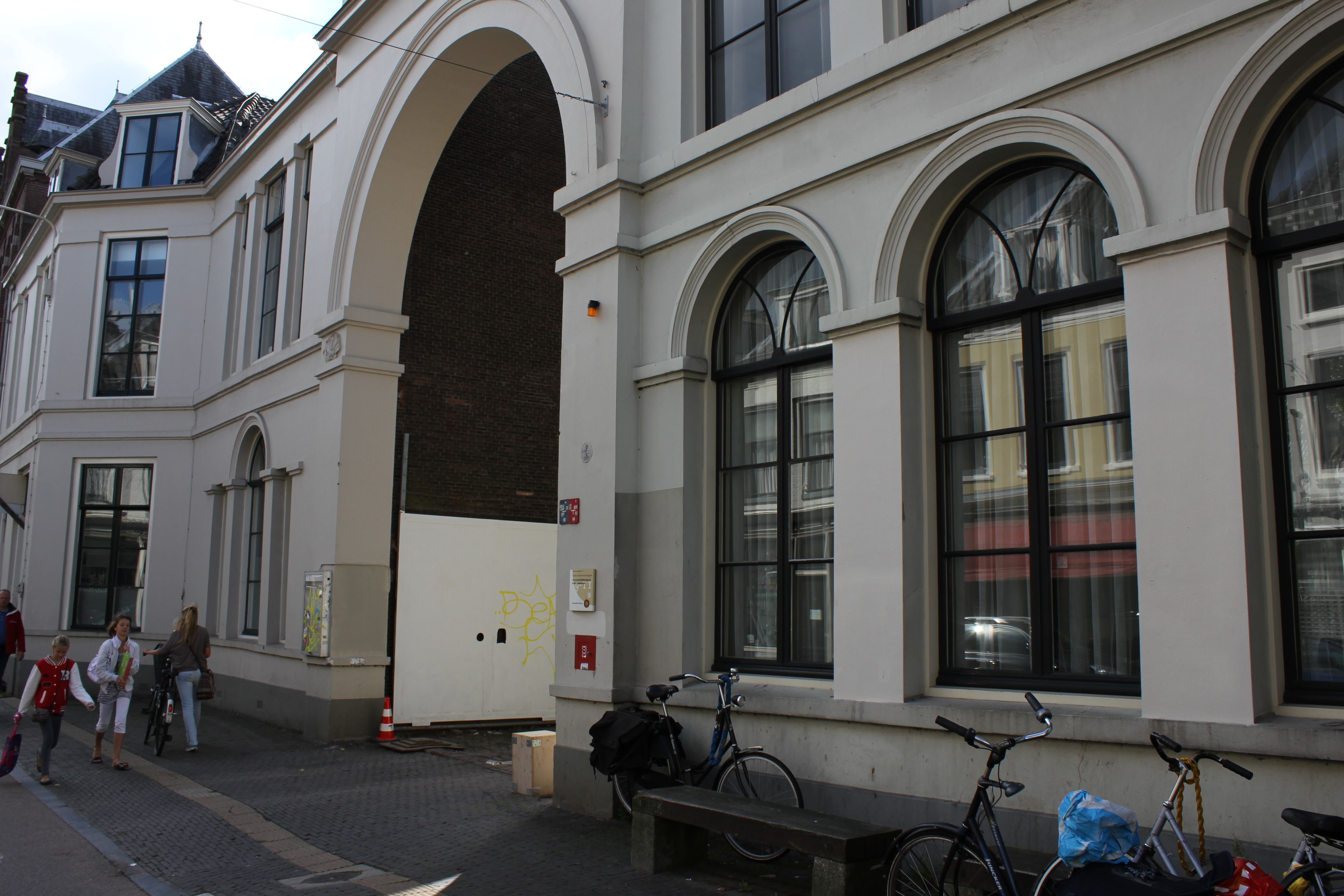
Poort van de Bibliotheek Binnenstad
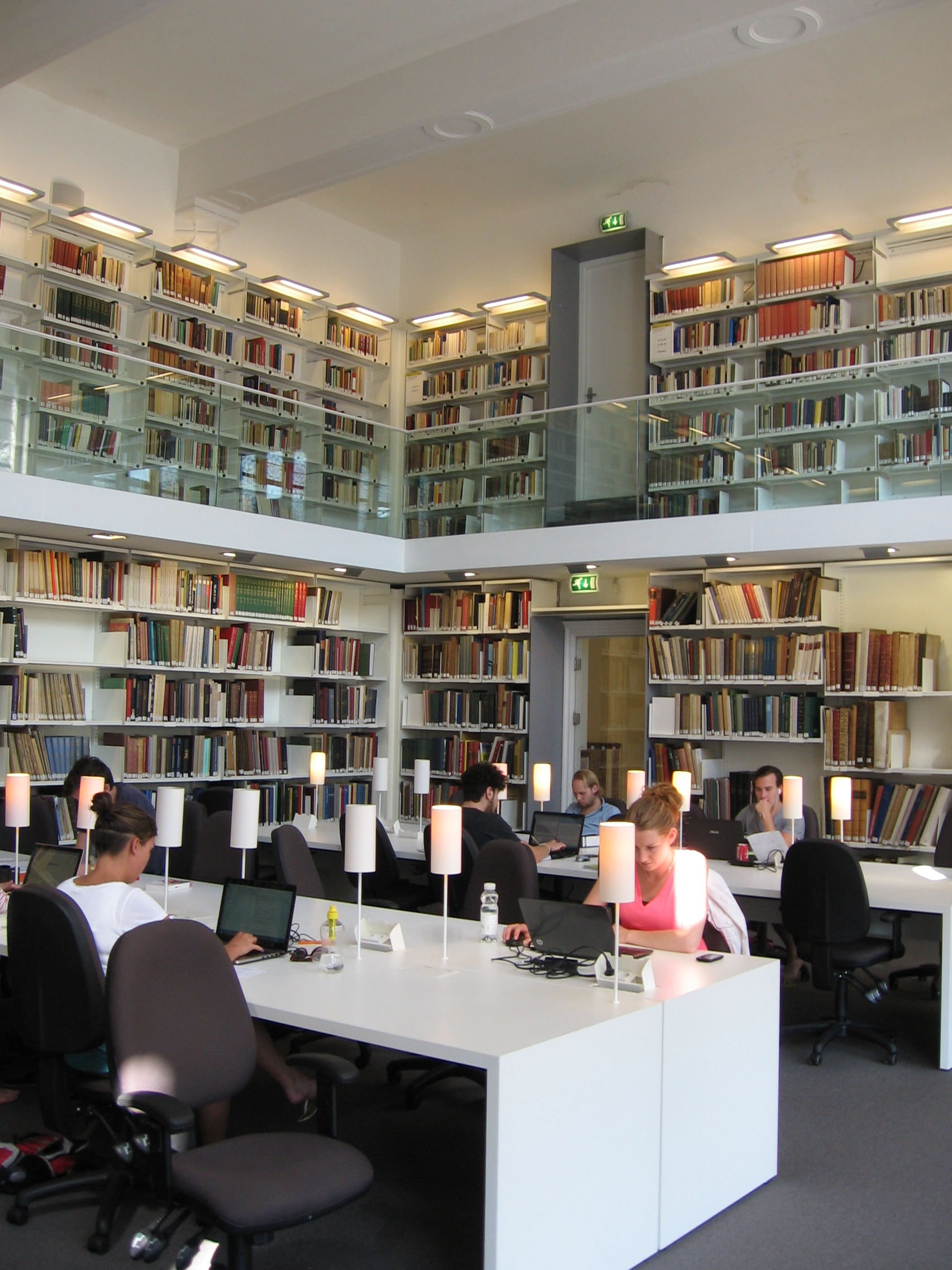
Bibliotheek Binnenstad, leeszaal
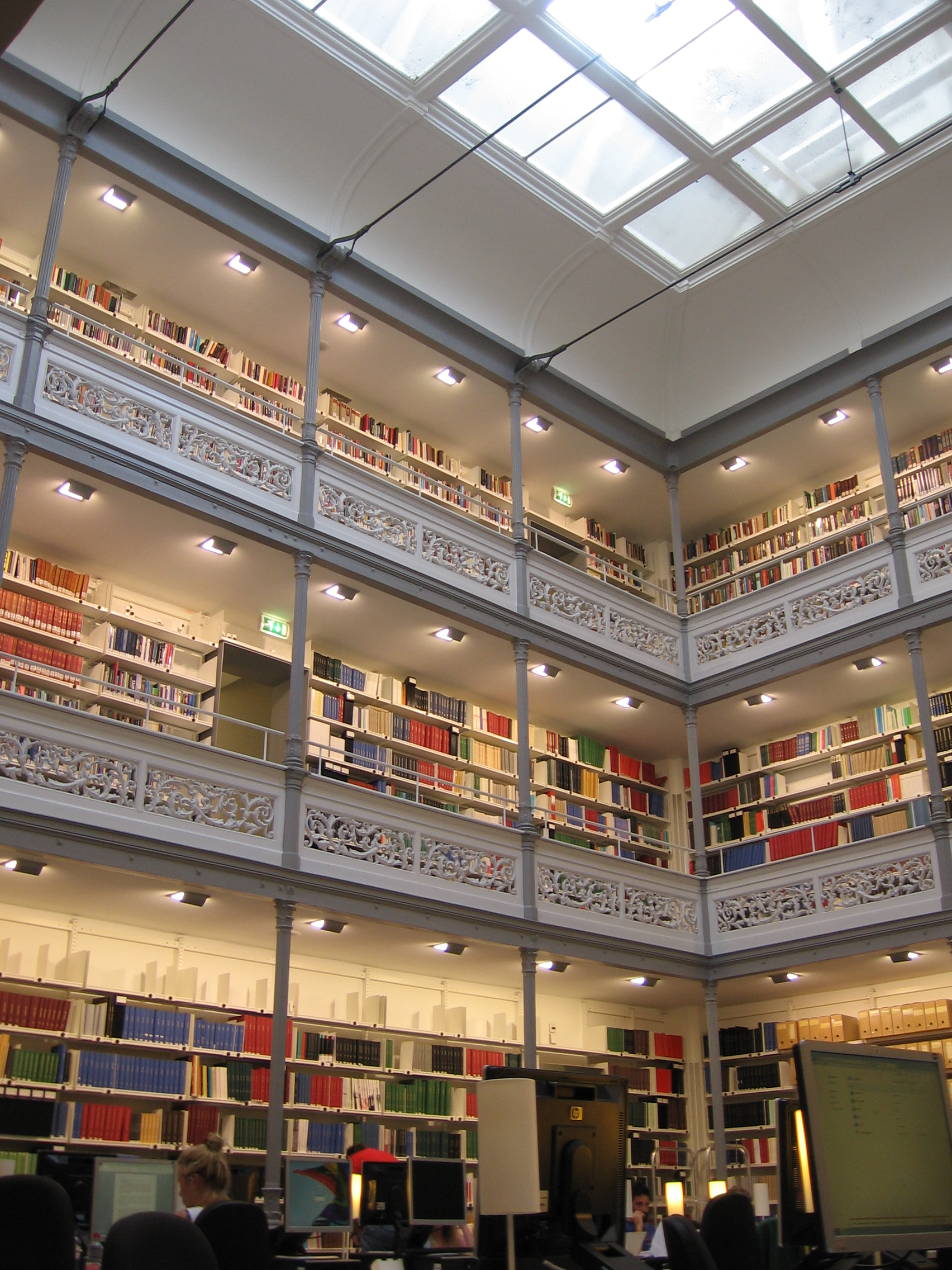
Bibliotheek Binnenstad, kapel paleis

## Gebruik van de depotcollectie
De UB Utrecht heeft een eeuwenoude collectie. Voor menig historisch onderzoeker is deze daarom een lustoord voor het vinden van bronteksten. Zo was voor het historisch-pedagogisch onderzoek de volgende ervaring illustratief: in het herdenkingsjaar 1996 brak er voor de Zwitserse pedagoog Johann Heinrich Pestalozzi mondiaal een storm van publicaties los en was het aardig om ook te verwijzen naar oorspronkelijke teksten van rond 1800. Daarvoor waren verschillende tekstuitgaven in het depot van de UB Utrecht beschikbaar. In dit geval ging het om een verhandeling over de Hauptgrundsätze der Methode uit 1817 opgenomen in de Sämtliche Werke, uitgegeven door Emanuel Dejung en Roland Stiefel, Orell Füssli Verlag, Zürich, 1974. Verwerkt in: J.H. Pestalozzi, 'Grondbeginselen van de methode' (1995) . Andere bronteksten van Pestalozzi zijn verwerkt in een publicatie van D.Th. Thoomes, 'Pestalozzi: armenopvoeder en onderwijsvernieuwer' (1996) 